# Kibinai

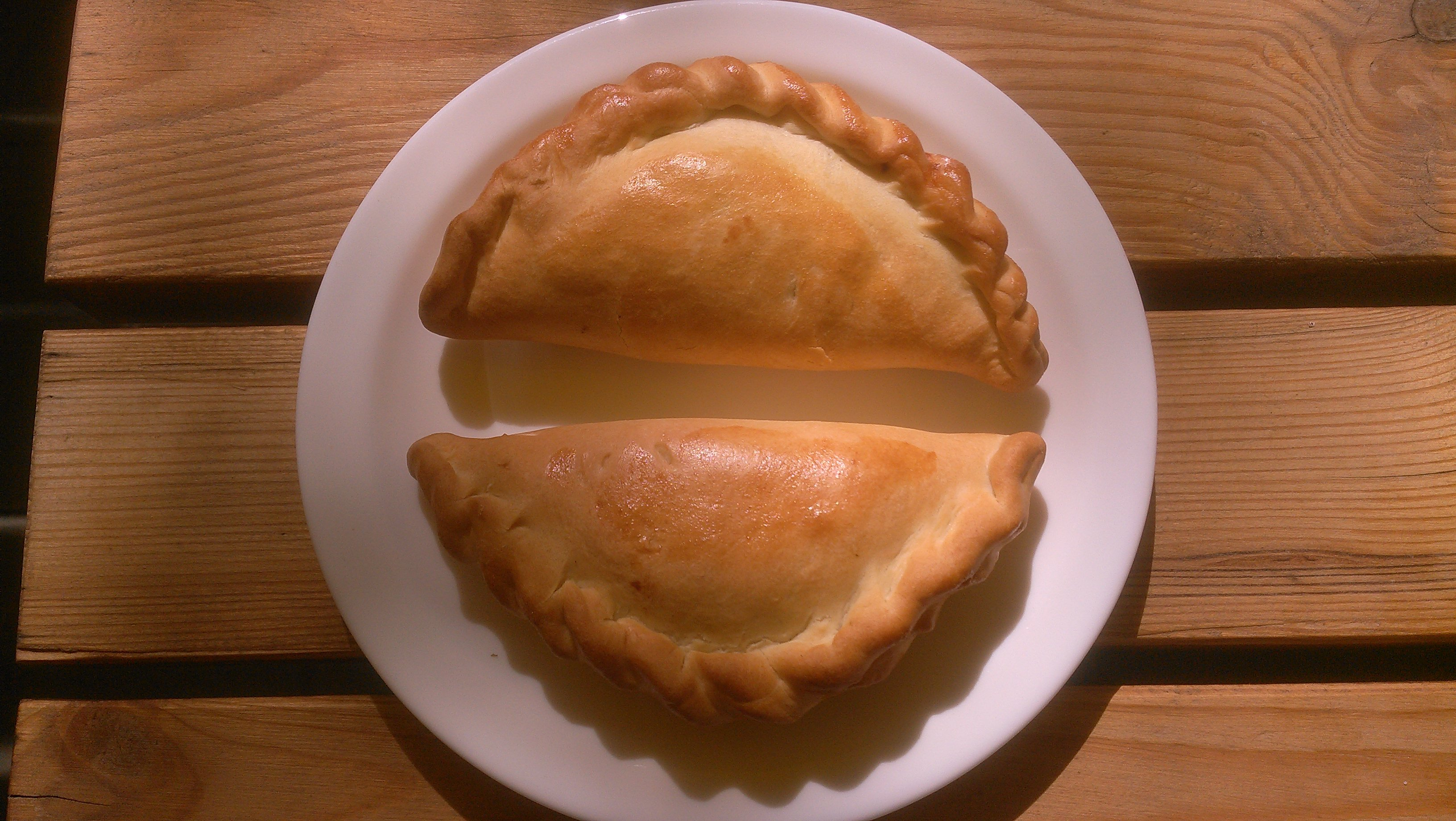
Kibinai

Kibinai (auch als kybyn oder kibin bekannt; Plural in der karaimischen Sprache: kybynlar / Qıbınlar; Singular auf Litauisch: kibinas) sind mit Lammfleisch und Zwiebeln gefüllte Teigtaschen. Sie sind ein traditionelles Gericht der ethnischen Minderheit der Karäer in Litauen. Besonders verbreitet sind Kibinai in Trakai, wo sich die größte Gemeinschaft der Karäer, Nachfahren eines Turkvolks von der Krim, in Litauen befindet.
Der Teig besteht aus Butter, Mehl, Milch und Hefe.